# Caracladus avicula
Caracladus avicula là một loài nhện trong họ Linyphiidae.
Loài này thuộc chi Caracladus. Caracladus avicula được Ludwig Carl Christian Koch miêu tả năm 1869.